# 항백
항백(項伯, ?~기원전 192년)은 전국시대 말 ~ 전한 초의 정치가로, 백(伯)은 자이며 이름은 전(纏)이다. 명장 항연(項燕)의 아들이며, 항량(項梁)과 형제이다. 항우의 숙부이다.
성품이 온화했다고 전해진다. 아버지의 뒤를 이어 초나라의 부흥운동에 참여했으나 실패. 장량에게 의탁한다. 홍문의 회 때 장량에게 은혜를 갚기위해 찾아가서 도움을 주었다. 그로 인해 다행히 유방은 목숨을 건질 수 있게 되었고 관중왕이 되어야 하는 유방이 촉 지방만 받게 될 때 한중까지 더해주는 게 어떻냐고 항우에게 요청하여 승낙받았다. 초한전쟁 말에 항우가 해하에서 포위당할 때 항우를 버리고 투항했다. 유방에 의해 사양후(射陽侯)에 봉해지고, 유씨 성을 하사받았다.